# Amanita armillariiformis
Amanita armillariiformis (лат.) — гриб семейства мухоморовые (Amanitaceae). Включён в подрод Lepidella рода Amanita.

## Биологическое описание
- Шляпка 4—16 см в диаметре, в молодом возрасте выпуклой, затем плоской формы, гладкая, обычно сухая, беловатого или светло-розовато-коричневатого цвета, чаще всего без остатков покрывала на поверхности. Край в молодом возрасте подвёрнут, с остатками тонкого белого частного покрывала.
- Мякоть белого цвета, очень жёсткая, с неприятным запахом.
- Гименофор пластинчатый, пластинки почти свободные, довольно редкие, кремового цвета, с розоватым оттенком, при созревании спор коричневатые.
- Ножка 3,5—9 см длиной и 1,7—2,4 см толщиной, ровная или расширяющаяся к основанию, с белым перепончатым кольцом и белыми, часто розоватыми, поясками в нижней части.
- Споры 10—13×6,2—8,2 мкм, амилоидные, эллиптической формы, иногда более удлинённые.
- Пищевые качества не изучены.

## Экология и ареал
Встречается с конца марта по середину июня, одиночно или небольшиим группами, в сухих местах, нередко с тсугой, псевдотсугой или ивой. Известен из северо-западной части Северной Америки.

## Сходные виды
- Amanita malheurensis возможно является разновидностью данного вида, известен только из Орегона.